# Função J de Leverett
Em engenharia de petróleo, a função J de Leverett é uma função adimensional de saturação de água descrevendo a pressão capilar,
{\displaystyle J(S_{w})={\frac {p_{c}(S_{w}){\sqrt {k/\phi }}}{\gamma \cos \theta }}}
onde {\displaystyle S_{w}} é a saturação de água medida como uma fração, {\displaystyle p_{c}} é a pressão capilar (em pascal), {\displaystyle k} é a permeabilidade (medida em m²), {\displaystyle \phi } é a porosidade (0-1), {\displaystyle \gamma } é a tensão superficial e {\displaystyle \theta } é o ângulo de contato. A função é importante na medida em que é constante para uma dada saturação dentro de um reservatório, relacionando assim propriedades do reservatório para leitos vizinhos.
A função J de Leverett é uma tentativa de extrapolação dos dados de pressão capilar para uma determinada rocha à rochas que sejam semelhantes mas com diferentes permeabilidades, porosidades e propriedades de molhabilidade.